# Ergotismo
O ergotismo, conhecido por envenenamento por Ergot, envenenamento por cravagem ou Fogo de Santo Antônio é uma intoxicação causada pela ingestão de produtos contaminados pelo esporão-do-centeio (Claviceps purpurea), um fungo contaminante comum do centeio e outros cereais semelhantes. Suas intoxicações podem dar-se também ao uso excessivo ou mal orientado de drogas derivadas da ergolina. 
O fungo biossintetiza uma classe de metabolitos secundários alcalóides derivados da ergolina e, dependendo de suas estruturas químicas, exercem atividade no Sistema Nervoso Central (SNC) e/ou vasoconstrição. . O ergotismo é uma condição causada pela ingestão excessiva de alcaloides do ergot, um fungo que pode contaminar cereais, especialmente o centeio. Esses alcaloides têm efeitos vasoconstritores e podem afetar o sistema nervoso central, levando a uma série de sintomas.
Os principais sintomas regidos pelo  ergotismo são: 
- Depressão;
- Confusão mental;
- Hipertensão;
- Bradicardia;
- Vasoespasmo cerebral (com perda de consciência e cefaleia);
- Cianose periférica (mãos e pés pálidos) com claudicação, podendo ainda levar ao coma e morte. [2]

## Sinais e sintomas
O ergotismo é o resultado do envenamento por ergot de longo prazo . Os sintomas podem ser divididos em sintomas convulsivos e sintomas gangrenosos.  Os sintomas podem começar dentro de uma hora após o envenenamento por ergot. Eles podem durar cerca de uma semana e piorar se você comer mais do grão que contém o fungo ou tomar mais remédios feitos a partir dele. 
Os sintomas podem incluir: 
- Dor de cabeça;
- Náusea;
- Fraqueza;
- Vômito;
- Diarréia;
- Problemas de estômago;
- Salivação excessiva;
- Suor excessivo;
- Estar com sede;
- Fezes com fedor;
- Mudança no apetite;
- Dor ardente na pele;
- Pele fria e pálida;
- Sensações rastejantes na pele;
- Dificuldade para falar;
- Zumbido nos ouvidos;
- Cegueira temporária ou visão deficiente;
- Perda do ciclo menstrual;
- Perda de bebê durante a gravidez.[4]

### Convulsivo
Os sintomas convulsivos incluem convulsões e espasmos dolorosos, diarreia, parestesias , coceira, efeitos mentais incluindo mania ou psicose, dores de cabeça, náuseas e vômitos. Normalmente, os efeitos gastrointestinais precedem os efeitos no sistema nervoso central. 

### Gangrenoso
A gangrena seca é resultado da vasoconstrição induzida pelos alcaloides ergotamina - ergocristina (resina) do fungo.  Afeta as estruturas distais menos vascularizadas, como os dedos das mãos e dos pés. Os sintomas incluem descamação ou descamação, pulsos periféricos fracos, perda de sensibilidade periférica, edema e, finalmente, morte e perda dos tecidos afetados. A vasoconstrição é tratada com vasodilatadores. 

## Causas
Historicamente, comer produtos de grãos, particularmente centeio, contaminados com o fungo Claviceps purpurea foi a causa do ergotismo.  Os derivados tóxicos da ergolina são encontrados em medicamentos à base de ergot (como metilergometrina, ergotamina ou, anteriormente, ergotoxina). Os efeitos colaterais deletérios ocorrem sob altas doses ou quando doses moderadas interagem com potencializadores como a eritromicina.  Os alcaloides podem passar de mãe para filho durante a lactação, causando ergotismo em bebês. 

### Identificação do agente
Grãos de grãos roxos escuros ou pretos, conhecidos como corpos de ergot, podem ser identificados nas espigas de cereais ou grama pouco antes da colheita. Na maioria das plantas, os corpos do ergot são maiores que os grãos normais, mas podem ser menores se o grão for um tipo de trigo.  

## Prevenção
A remoção dos corpos de ergot é feita colocando o produto em uma solução de salmoura ; os corpos de ergot flutuam, enquanto os grãos saudáveis afundam.  Campos infestados devem ser arados profundamente; ergot não pode germinar se enterrado mais de 2,5 cm no solo e, portanto, não liberará seus esporos no ar. A rotação de culturas usando plantas não susceptíveis ajuda a reduzir as infestações, uma vez que os esporos da cravagem vivem apenas um ano. Rotação de culturas e lavoura profunda, como lavoura de aiveca profunda, são componentes importantes no manejo do ergot, já que muitas culturas de cereais no século 21 são semeadas com uma prática de "plantio direto" (novas culturas são semeadas diretamente no restolho da cultura anterior para reduzir a erosão do solo). Gramíneas selvagens e pastagens podem ser cortadas antes de florescerem para ajudar a limitar a propagação do ergot. 
Controles químicos também podem ser usados, mas não são considerados econômicos, especialmente em operações comerciais, e a germinação de esporos de ergot ainda pode ocorrer em condições favoráveis, mesmo com o uso de tais controles. 

### Tratamento
Existem dois tipos principais de ergostismo: o ergostismo convulsivo e o ergostismo gangrenoso. 
1. Ergostismo Convulsivo: Essa forma da doença é caracterizada por sintomas neurológicos, como convulsões, alucinações e distúrbios mentais. Pode levar a convulsões generalizadas e espasmos musculares, muitas vezes referidos como "dança de São Vito". As alucinações podem ser de natureza visual e auditiva, contribuindo para o quadro clínico complexo. Essa forma do ergostismo é associada à ingestão aguda de ergotamina. [7]
2. Ergostismo Gangrenoso: Nesta forma da doença, a circulação sanguínea periférica é afetada devido à vasoconstrição induzida pela ergotamina. Isso pode levar à redução do fluxo sanguíneo para extremidades como dedos, mãos, pés e até mesmo extremidades mais grandes como braços e pernas. A redução do fluxo sanguíneo pode resultar em necrose tecidual, que é a morte do tecido, levando à gangrena. Essa forma do ergostismo está associada à ingestão crônica de alimentos contaminados com ergotamina. [7]

O tratamento do ergostismo envolve várias abordagens: 
1. Interrupção do Consumo: O passo mais importante no tratamento é interromper o consumo dos alimentos contaminados. Isso ajuda a evitar a ingestão adicional de ergotamina, permitindo que o corpo se recupere gradualmente. [7]
2. Administração de Antídotos: Em casos graves, os médicos podem administrar medicamentos que ajudam a reverter os efeitos da intoxicação por ergotamina. Isso pode incluir medicamentos que melhoram a circulação sanguínea periférica e ajudam a aliviar os sintomas. [7]
3. Suporte Sintomático: O tratamento dos sintomas específicos é importante para fornecer alívio ao paciente. Isso pode incluir o uso de anticonvulsivantes para controlar as convulsões e medicamentos para gerenciar a dor associada à gangrena. [7]
4. Prevenção: A prevenção é crucial para evitar a ocorrência de ergostismo. Isso envolve a inspeção rigorosa dos cereais e grãos antes do consumo para garantir que eles não estejam contaminados com ergot. Além disso, a promoção de práticas agrícolas adequadas e o uso de fungicidas podem ajudar a reduzir a contaminação por ergot.[7]

O ergostismo é uma condição grave e potencialmente fatal. Portanto, qualquer pessoa que suspeite de intoxicação por ergotamina deve procurar assistência médica imediatamente. O tratamento precoce e adequado pode minimizar os danos e melhorar o prognóstico do paciente. 